# Road & Track
Road & Track é uma revista automobilística de propriedade da Hearst Magazines que é publicada mensalmente. Os escritórios editoriais estão localizados em Ann Arbor, Michigan, Estados Unidos, uma das mais antigas ainda em edição (antecede a Hot Rod em seis meses e a Motor Trend em um ano e meio).

## História
Road & Track (frequentemente abreviado como R&T) foi fundada por dois amigos, Wilfred H. Brehaut, Jr. e Joseph S. Fennessy, em 1947, em Hempstead, Nova York. Nos primeiros três anos, a revista enfrentou dificuldades, sendo publicada apenas seis vezes de 1947 a 1949. Em 1952, o colaborador regular e editor John R. Bond e sua esposa Elaine tornaram-se proprietários da revista, que cresceu até ser vendida para a CBS Publications em 1972.
Em 1988, a Hachette Filipacchi Media adquiriu a revista. Em outubro de 2008, Matt DeLorenzo tornou-se editor-chefe, sucedendo Thos L. Bryant, que ocupava o cargo há 20 anos. A Hearst Magazines comprou a revista em 2011. Em junho de 2012, Larry Webster assumiu o cargo de editor-chefe, e DeLorenzo tornou-se conselheiro da publicação. Além disso, a revista mudou suas operações de Newport Beach, Califórnia, para Ann Arbor, Michigan.

## Conteúdo
A Road & Track centra-se em novos automóveis de produção, automóveis antigos e automóveis de corrida com análises de condução, viagens e testes comparativos. Antigos pilotos de automóveis de corrida contribuíram frequentemente com material, incluindo Paul Frère, Sam Posey, e o campeão de Fórmula 1 Phil Hill. Outros colaboradores notáveis incluem o projetista da McLaren F1 Gordon Murray, o executivo automóvel Bob Lutz, Henry N. Manney III, Peter Egan, Jason Cammisa, e Matt Farah.
Tal como muitas revistas de automóveis, a Road & Track publica atualmente um teste anual de carro do ano, denominado "Road & Track Performance Car of the Year". O vencedor mais recente do teste é o Hyundai Veloster N de 2020.

## Videogames
Road & Track contribuiu para o videogame de 1992, Grand Prix Unlimited, desenvolvido pela Accolade para MS-DOS. A revista também contribuiu para o videogame de 1994, The Need for Speed, ajudando os designers a corresponder o comportamento e os sons dos veículos aos dos carros reais.